# Norman Lockhart (homme politique)
Pour les articles homonymes, voir Norman Lockhart et Lockhart.
Norman James Macdonald Lockhart (10 avril 1884-30 août 1974) est un homme politique canadien de l'Ontario. Il est député fédéral conservateur et progressiste-conservateur de la circonscription ontarienne de Lincoln de 1935 à 1949.

## Biographie
Né à Dunnville (en) en Ontario, Lockhart étudie dans les écoles publiques de Dunnville. Il travaille ensuite comme fournisseur de gaz naturel et de matériaux de construction.
Maire de St. Catharines en 1935, il siège également au conseil scolaire de la communauté de 1923 à 1934.
Élu en 1935, il est réélu en 1940 et en 1945. Durant cette période, le parti conservateur fusionne avec le Parti progressiste pour former le Parti progressiste-conservateur. Lockhart ne se représente pas en 1949.